# Acer takesimense
Acer takesimense é uma espécie de árvore do gênero Acer, pertencente à família Aceraceae.